# Jidaimono
Jidaimono (時代物) sunt piese de teatru japoneze kabuki sau jōruri, cu subiecte și personaje istorice, care prezintă adesea bătălii faimoase între samurai. Acestea se află în contrast cu sewamono (世話物), piese de teatru contemporane, care, în general, se concentrează pe oamenii de rând și probleme domestice. Jidaimono se poate traduce prin „piesa epocii”. Filmele și producțiile televizate de acest fel sunt numite jidaigeki (時代劇), iar acestea împrumută multe din caracteristicile pieselor de teatru.
Având în vedere că audiența stereotipă pentru jōruri și kabuki era formată din oameni de rând(chōnin), poveștile care implicau nobilii și eroii samurai erau mai puțin relevante pentru aceștia decât acelea care implicau teme contemporane, pentru oamenii de rând de la oraș. Chiar dacă mulți dintre privitori ar fi putut fi samurai, perioada Edo, în care aceste piese au fost  în mare măsură compuse și jucate pe scenă, a fost una pașnică, așa că noțiunea de bătălie crâncenă și sacrificii eroice era un fel de refugiu romantizat pentru acești samurai, la fel cum sunt dramele istorice pentru noi astăzi.
Subiectele derivau aproape întotdeauna din epopeile clasice (monogatari) sau din alte surse istorice și nu era ceva neobișnuit ca elementele să fie schimbate. Personajele puteau fi inventate sau elemente din istorie puteau fi schimbate pentru a face povestea mai interesantă sau pentru a-i servi scopurilor autorului. Deși majoritatea din aceste povești derivă din realitatea istorică, sursele folosite de dramaturgi au fost mai degrabă legendele decât relatările exacte, iar elementele fantastice sau magice au fost adăugate apoi de către dramaturgi. Un exemplu bun în acest sens este Yoshitsune Senbon Zakura. Piesa are ca protagoniști figuri istorice reale ale Războiului Genpei, incluzându-l pe Minamoto no Yoshitsune și servitorul său, Benkei. Dar concepția istorică falsă conform căreia anumiți generali din clanul Taira au supraviețuit și au rămas ascunși este esențială pentru subiect, iar personajul kitsune (spiritul-vulpe) este, desigur, și el inventat.
În plus, deși aproape întotdeauna acțiunea din jidaimono are loc în trecutul îndepărtat, de multe ori se face referire la evenimente contemporane. Pentru o mare parte din perioada Edo, descrierea evenimentelor importante, în special descrierea shogunilor și criticile la adresa shogunatului Tokugawa au fost strict interzise. Ca rezultat, piesele au fost destinate să folosească referințe istorice sau literare ca metafore pentru evenimente curente. Faimoasa piesă Chūshingura, cunoscută și sub numele de „Cei 47 de ronini” este un exemplu bun în acest sens. Deși adevărații 47 de ronini și evenimentele în legătură cu încercarea lor de a se răzbuna pentru stăpânul lor au avut loc la începutul secolului al 18-lea, doar cu câteva decenii înainte de a debuta piesa, aceasta a fost descrisă pe scenă ca și petrecându-se în secolul 14, iar numele tuturor personalităților implicate a fost schimbat.  
În multe alte piese, clanul Minamoto, de unde pretindea că își are originea clanul Tokugawa, a fost folosit pentru a reprezenta shogunatul. Clanul Taira, care a pierdut războiul Genpei în fața celor din Minamoto în anii 1180, erau, în mod obișnuit, reprezentați ca asupriți sau neîndreptățiți și simbolizau criticismul dramaturgilor (sau probabil al actorilor) față de guvernul Tokugawa. Același Yoshitsune Senbon Zakura menționat anterior este un bun exemplu în acest sens, la fel și Bătăliile lui Coxinga, care povestește despre moharistul din dinastia Ming, Coxinga, care a luptat împotriva dinastiei Qing la la sfârșitul secolului al 17-lea. 
În general, multe piese kabuki cele mai flaboiante și bombastice sunt jidaimono, pentru că au tendința de a avea reprezentații extraordinare de eroi-samurai și răufăcători, kami și unele dintre cele mai faimoase figuri ale istoriei japoneze. Oamenii de rând, protagoniștii din sewamono, sunt portretizați, în contrast, destul de simplu. Desigur, unde samuraii, curtezanele, gheișele și cei de seama lor apar în sewamono, au și ei costume și apariții elaborate.